# 陶安
陶安（1310年—1368年），字主敬，安徽马鞍山當塗人。明朝初期政治人物。
其少年聪慧，熟读历史，尤其擅长《易经》。元朝至正年间，中举江浙鄉試，授明道書院山長，后避难返乡。朱元璋攻破太平後，其与李習等人帅父老乡亲迎接。后留任为幕府，授左司員外郎。后跟随攻破集慶后，晋升郎中。当时劉基、宋濂、章溢、葉琛四人归顺时，朱元璋问陶安其四人如何。陶安回答道：“我的谋略不如刘基，学问不如宋濂，治理才能不如章溢、葉琛。”朱元璋认为其十分谦让。后攻下黄州，命为黄州知州。其在黄州减免税役，百姓安居乐业。后因事贬任桐城知县，后移任饒州知州。陳友定当时攻伐饶州，其率兵固守，后援兵到退敌。当时几位大将要屠杀跟随逆贼的百姓，陶安制止，后得朱元璋赞赏，当地民众为陶安立生祠。
洪武元年，命修国史，朱元璋赐其对联：“國朝謀略無雙士，翰苑文章第一家。”当时有御史弹劾其隐瞒过错。皇帝问道：“陶安怎么可能会这样呢，况且你从何得知？”对答：“从民间传言而知。”朱元璋大怒，立刻罢免该御史。后命江西行省參政，在任上政绩显著。后死于任上，在病危时仍上书谈时务。后朱元璋为其写祭文，并追封姑孰郡公。
陶安子陶晟任浙江按察使，后因涉嫌贪污被诛杀。